# Rachel Podger
Rachel Podger (mei 1968) is een Brits violiste en dirigente die zich heeft toegelegd op barokmuziek.

## Carrière
Podger is de dochter van een Britse vader en Duitse moeder. Ze volgde eerst les op een steinerschool; daarna studeerde ze aan de Guildhall School of Music and Drama samen met Perry Hart, David Takeno, Pauline Scott en Micaela Comberti. Tijdens haar studie richtte ze de barokensembles The Palladian Ensemble en Florilegium op. Ook werkte ze samen met ensembles die muziek uit vergelijkbare perioden speelden, zoals New London Consort en London Baroque.
Podger dirigeert geregeld barokorkesten met behulp van haar viool. Verder was ze van 1997 tot 2002 dirigente van de Gabrieli Consort and Players en The English Concert, waarmee ze veelvuldig op tournee ging. Naast dirigente speelde ze tijdens de tour op haar viool solostukken uit Vivaldi's De vier jaargetijden en Grosso mogul. In 2004 was ze actief als gastdirigente van het Orchestra of the Age of Enlightenment tijdens een tournee door de Verenigde Staten. Het orkest speelde stukken uit de Brandenburgse Concerten.
Op 29 januari 2006 hield Podger samen met Gary Cooper een liveoptreden van Mozarts sonates voor piano en viool in Wigmore Hall. Het optreden werd live uitgezonden als onderdeel van Mozartdag, een initiatief van de European Broadcasting Union. Door de jaren heen heeft Podger vaker opgetreden met Cooper en samen met hem won ze in 2009 de Diapason d'or en in 2020 tevens de Gramophone Editor's Choice-prijs.
In september 2008 ging ze werken op de Royal Academy of Music in Londen en nam ze een positie aan als barokvioolprofessor aan de Royal Danish Academy of Music in Kopenhagen.
In 2018 bracht Podger een album uit met daarop Vivaldi's De vier jaargetijden en drie andere Vivaldi-concerten: Il Riposo per Il S.S. Natale RV 270, Concerto L'Amoroso Rv 271 en Concerto Il Grosso Mogul Rv 208. Het album werd door critici goed ontvangen en behaalde de eerste plaats op de UK classical album-hitlijst.
In 2022 kreeg Podger de prestigieuze titel Fellow of the Learned Society of Wales. Ook bracht ze dat jaar het album Tutta Sola uit, met werk voor onbegeleide viool, geschreven vóór Bachs sonates en partita's, onder meer door Giuseppe Tartini, Johann Joseph Vilsmayr en Johann Paul von Westhoff. Het album bevatte tevens een transcriptie van Toccata en Fuga in d-moll (BWV 565) van Chad Kelly.

### Huidige werkzaamheden
Anno 2024 is Podger gastdirigente van Arte dei Suonatori (Pools orkest), Musica Angelica en Santa Fe Pro Musica (beide Noord-Amerikaans). Ook is ze solist bij The Academy of Ancient Music en barokvioolkenner op de Guildhall School of Music and Drama en de Royal Welsh College of Music & Drama. Ook geeft ze geregeld les op de Hogeschool voor de Kunsten in Bremen.
Buiten bovengenoemde werkzaamheden werkt Podger met haar partner in Brecon bij een project - via het door haar in 2006 opgerichte Mozart Music Fund - om jonge muzikanten te begeleiden, bijvoorbeeld door middel van workshops. Ook richtte ze dat jaar het Brecon Baroque Festival op, een jaarlijks terugkerend festival met barokmuziek (laatste weekend van oktober).

## Instrumenten
Podger speelt anno 2024 op een in Genua gemaakte viool uit 1739. De viool werd vervaardigd door Pesarinius, een latere student van Antonio Stradivari. Haar eerste viool was een Stradivarius-replica uit 1988, vervaardigd door Rowland Ross. Daarnaast heeft ze Haydn- en Mozartstukken opgenomen op een Crespi-Stradivarius uit 1699.

## Werken (selectie)
| Jaar | Componist                                                          | Titel | Met artiest(en)/ensemble                                                                  | Opmerkingen                                                             |
| ---- | ------------------------------------------------------------------ | --- | ----------------------------------------------------------------------------------------- | ----------------------------------------------------------------------- |
| 1997 | Bach                                                               | Onbegeleide en dubbele vioolconcerten                                                                                   | Andrew Manze en Academy of Ancient Music                                                  |                                                                         |
| 2000 | Bach                                                               | Sonates voor viool en klavecimbel                                                                                       | Trevor Pinnock                                                                            |                                                                         |
| 2002 | Telemann                                                           | Fantasies For Violin Solo                                                                                               | Trevor Pinnock                                                                            |                                                                         |
| 2006 | Bach                                                               | Sonates en partita's voor onbegeleide viool                                                                             |                                                                                           | hoogste binnenkomer in BBC Radio 3-programma Building a Library         |
| 2008 | Purcell                                                            | Sonates in 3 delen | Pavlo Beznosiuk en Christopher Hogwood                                                    |                                                                         |
| 2009 | Mozart                                                             | Volledige sonates voor viool en fortepiano                                                                              | Gary Cooper                                                                               |                                                                         |
| 2010 | Bach                                                               | Onbegeleide vioolconcerten                                                                                              | Brecon Baroque, Rachel Podger (dirigente)                                                 |                                                                         |
| 2014 | Rameau                                                             | Pièces De Clavecin En Concerts                                                                                          | Trevor Pinnock en Jonathan Manson                                                         |                                                                         |
| 2014 | Mozart en Haydn                                                    | Vioolconcerten | Orchestra of the Age of Enlightenment, Rachel Podger (dirigente), Pavlo Beznosiuk (viool) |                                                                         |
| 2015 | Biber                                                              | 16 Rosenkranz-Sonaten                                                                                                   | Jonathan Manson, David Miller en Marcin Świątkiewicz                                      |                                                                         |
| 2015 | Vivaldi                                                            | 12 L'estro Armonico-concerten                                                                                           | Brecon Baroque, Rachel Podger (dirigente)                                                 | Gramophone's Best Recording of the Month (april 2015)                   |
| 2017 | Bach                                                               | Die Kunst der Fuge (BWV 1080)                                                                                           | Brecon Baroque, Rachel Podger (dirigente)                                                 |                                                                         |
| 2018 | Vivaldi                                                            | 12 La Stravaganza-concerten                                                                                             | Arte dei Suonatori, Rachel Podger (dirigente)                                             | Gramophone's Best Baroque Recording (2018)                              |
| 2018 | Vivaldi                                                            | De vier jaargetijden, Il Riposo per Il S.S. Natale RV 270, Concerto L'Amoroso Rv 271 en Concerto Il Grosso Mogul Rv 208 |                                                                                           | nummer 1 op de UK classical album-hitlijst                              |
| 2022 | Giuseppe Tartini, Johann Joseph Vilsmayr, Johann Paul von Westhoff | Tutta Sola |                                                                                           | met transcriptie van Toccata en Fuga in d-moll (BWV 565) van Chad Kelly |
| 2023 | Bach                                                               | Sonatas For Keyboard & Violin                                                                                           | Kristian Bezuidenhout                                                                     |                                                                         |

## Prijzen en onderscheidingen
| Jaar | Titel                                    | Uitreiker  | Opmerkingen     |
| ---- | ---------------------------------------- | ---------- | --------------- |
| 2009 | Diapason d'or                            | Diapason   | met Gary Cooper |
| 2015 | Best Recording of the Month (april 2015) | Gramophone |                 |
| 2018 | Best Baroque Recording                   | Gramophone |                 |
| 2020 | Gramophone Editor's Choice               | Gramophone | met Gary Cooper |